# Halima Alaiyan
Halima Alaiyan (* 1948 in Ibdis/Palästina, Gazastreifen) ist eine mehrfach ausgezeichnete deutsche Fachärztin für Orthopädie in Berlin. Nach der Gründung des Staates Israel und dem darauf folgenden 1. Nahostkrieg musste sie als Säugling mit ihren Eltern und Geschwistern aus ihrer zerstörten Heimat nach Ägypten fliehen. Später kam sie nach Deutschland, wo sie Medizin studierte und die Facharztanerkennung erhielt. Sie erwarb die Zusatzbezeichnungen für Kinderorthopädie, Chirotherapie, Akupunktur, Sportmedizin, Sozialmedizin, Sonographie, Physikalische Therapie und Rehabilitationsmedizin. Alaiyan  gründete 2003 die gemeinnützige Talat-Alaiyan-Stiftung, die nach ihrem verstorbenen Sohn benannt ist.

## Leben
Nach der Flucht aus Palästina wuchs Halima Alaiyan zunächst im ägyptischen Exil in Kairo auf. Im Alter von 16 Jahren wurde sie mit ihrem Cousin Ahmed verheiratet und zog mit ihm nach Saudi-Arabien. Dort waren beide im Schuldienst tätig und wurden Eltern von zwei Kindern. Als ihr Ehemann 1965 nach Deutschland ging, um Medizin zu studieren, schickte er seine Frau mit den Kindern zu seinen Eltern in ein Flüchtlingslager im Gazastreifen. Dort wurde ihr Sohn Talat geboren, der an der Blutkrankheit Thalassämia major litt. Ein Jahr später holte ihr Mann sie nach Deutschland, aber die Kinder mussten im Gazastreifen bleiben. Alaiyan kämpfte zwei Jahre darum, dass auch ihre Kinder nach Deutschland kommen durften. Als ihre Ehe geschieden wurde, verlor sie das Sorgerecht für ihre Töchter; ihr Sohn Talat verstarb Anfang 1989.
Bevor Alaiyan das Medizinstudium begann, absolvierte sie von 1967 bis 1970 eine Ausbildung als medizinisch-technische Assistentin in Homburg. Diesen Beruf übte sie fünf Jahre lang aus, bevor sie 1975 das deutsche Abitur am Studienkolleg der Universität des Saarlandes ablegen konnte. 1981 schloss sie das Medizinstudium ab und begann ihre Facharztausbildung in Chirurgie und anschließend in Orthopädie. 1987 wurde sie Oberärztin an der Orthopädischen Universitätsklinik in Homburg. Sie übernahm auch die Leitung des Zentrums für Skoliose in Furpach und wurde Stellvertreterin des Chefarztes Heinz Mittelmeier. 1994 eröffnete Alaiyan eine Facharztpraxis für Orthopädie in Saarbrücken. 
2003 gründete Alaiyan die nach ihrem Sohn benannte Talat-Alaiyan-Stiftung. Sie organisiert Treffen für deutsche, israelische und palästinensische Jugendliche und versucht so, den Gedanken der Versöhnung zu beleben. 2008 wurde Alaiyan vom damaligen saarländischen  Ministerpräsidenten Peter Müller zur „Saarlandbotschafterin“ ernannt. 
Im Jahr 2009 verlegte sie ihre Praxis nach Berlin. Im selben Jahr erhielt sie das Bundesverdienstkreuz. Die FDP ehrte sie im November 2010 mit dem „Bürgerinnenpreis Liberta“.

## Auszeichnungen
- 2008: Ernennung zur Botschafterin des Saarlandes
- 2009: Bundesverdienstkreuz am Bande
- 2010: Bürgerinnenpreis Liberta der FDP

## Schriften
- Vertreibung aus dem Paradies – meine lange Flucht aus Palästina. Marion von Schröder Verlag, München 2003, ISBN 9783547710281.
- A Constant Longing – Memoirs of a Palestinian Women. L'ALEPH Verlag, 2014, ISBN 9789187751073.
- Sabrah – Mein Leben in mehreren Welten. L'ALEPH Verlag, 2015, ISBN 9789176370797.